# Springwater (Ontario)
Springwater to gmina (ang. township) w Kanadzie, w prowincji Ontario, w hrabstwie Simcoe.
Powierzchnia Springwater to 536,3 km².
Według danych spisu powszechnego z roku 2001 Springwater liczy 16 104 mieszkańców (30,03 os./km²).